# روبرت لانغ (لاعب كريكت)
روبرت لانغ (بالإنجليزية: Robert Lang)‏ (6 أبريل 1840 في بنغلاديش - 23 مارس 1908 في المملكة المتحدة) هو لاعب كريكت بريطاني (وحمل سابقاً جنسية المملكة المتحدة لبريطانيا العظمى وأيرلندا). لعب مع نادي جامعة كامبريدج للكريكيت ‏.